# Rapid River, Sudbury District
Rapid River är ett vattendrag i Kanada.   Det ligger i provinsen Ontario, i den sydöstra delen av landet, 400 km väster om huvudstaden Ottawa.
I omgivningarna runt Rapid River växer i huvudsak blandskog. Runt Rapid River är det ganska glesbefolkat, med 39 invånare per kvadratkilometer.